# Fläcknäbbad marktyrann
Fläcknäbbad marktyrann (Muscisaxicola maculirostris) är en fågel i familjen tyranner inom ordningen tättingar.

## Utseende och läte
Fläcknäbbad marktyrann är en rätt liten och färglös marklevande flugsnappare. Avsaknad av tydliga kännetecken är unikt i sig. Den skiljs från andra marktyranner genom liten storlek, svagt streckat bröst, relativt kortare vingar och mycket kraftigare sång. På närhåll syns tydlig gul näbbrot som gett arten dess namn.

## Utbredning och systematik
Fläcknäbbad marktyrann delas in i tre underarter:
- Muscisaxicola maculirostris niceforoi – förekommer i östra Anderna i Colombia (Boyacá och Cundinamarca)
- Muscisaxicola maculirostris rufescens – förekommer i Anderna i Ecuador (Pichincha till Azuay)
- Muscisaxicola maculirostris maculirostris – förekommer i Anderna från Peru till västra Bolivia, västra Argentina och Chile

## Levnadssätt
Fläcknäbbad marktyrann hittas i bergstrakter i öppna och steniga sluttningar och dalar samt i närliggande odlingsterasser. Den kan också ses lokalt i låglänt öken, framför allt vintertid.

## Status
Arten har ett stort utbredningsområde och beståndet anses stabilt. Internationella naturvårdsunionen IUCN listar den därför som livskraftig (LC).